# Fietssnelweg F103
De fietssnelweg F103 Lier-Herentals (ook wel bekend als fietsostrade F103) is een geplande fietssnelweg die voor een groot gedeelte langs spoorlijn 15 loopt en 20 kilometer lang is. Anno 2020 zijn er slechts enkele delen aangelegd.
Het tracé van de F103 vertrekt van het Station Lier, en loopt via de stations van Kessel, Nijlen, Bouwel en Wolfstee (Grobbendonk) naar het station van Herentals. De fietssnelweg zou uiteindelijk aansluiten op de fietssnelweg F11 Antwerpen-Lier, op de fietssnelweg F16 Lier-Lint en op de fietssnelweg F5 Antwerpen-Hasselt.

## Stand van zaken
Eind 2018 publiceerde de provincie Antwerpen een overzicht van de verschillende voorgestelde trajecten. Het voorkeurtracé zou in de loop van 2019 vastgelegd worden. In 2021 waren nog maar enkele stukjes van de snelweg berijdbaar.